# Хиподрума
 Тази статия е за квартала в София.  За спортното съоръжение вижте Хиподрум.  
Хиподрума е квартал в близост до центъра на гр. София, част от район Красно село. В югоизточната си част граничи с бул. „България“, в югозападната с ул. „Кюстендил“, по западната му периферия е бул. „Цар Борис III“, а по протежението на североизточната му част е бул. „Акад. Иван Гешов“.

## Архитектура
За квартала е характерно ниско тухлено строителство от 60-те години на XX век, монолитно строителство от 80-те години на XX век и ЕПК строителство. Новото строителство в квартала започва от края на 90-те години на XX век и е предимно около площад „Ручей“ и бул. „България“ и в малко каре до бул. „Цар Борис ІІІ“.

## Обществени институции и транспорт
В квартал Хиподрума има училище (51 СУ „Елисавета Багряна“) и три детски градини, една от които логопедическа. В квартала са разположени Културен център „Красно село“ и Ритуална зала „Красно село“. В близост се намират университетските болници на Медицинския университет, Военномедицинска академия, Националния център по обществено здраве и анализи, пазар „Красно село“, пазар „Иван Вазов“. В самия квартал са разположени Клиниката по Ревматология към УМБАЛ „Свети Иван Рилски“ и Медицински център за детски болести.
Инфраструктурата в квартала включва всички видове транспорт, осигуряващ бърза и лесна връзка с центъра на града.
- трамваи: № 4, 5, 7, 15, 27;
- тролейбуси: № 2, 8, 9;
- автобуси: № 63, 64, 72, 74, 76, 102, 204, 260, 304 и 604.
- метро: линия 3

## Улици и произход на имената им
| Път                              | Наречен на                                                         | Местоположение |
| -------------------------------- | ------------------------------------------------------------------ | -------------- |
| „Академик Иван Евстратиев Гешов“ | Иван Евстратиев Гешов (1849 – 1924), политик                       | Карта          |
| „Александър Македонски“          | Александър Македонски (356 – 323 пр. Хр.), цар на Древна Македония | Карта          |
| „Ами Буе“                        | Ами Буе (1794 – 1881), френски географ                             | Карта          |
| „Булаир“                         | Булаир, село в Североизточна Турция                                | Карта          |
| „България“                       | България, държава в Европа                                         | Карта          |
| „Видлич“                         | Видлич, планина в България и Сърбия                                | Карта          |
| „Връх Тумба“                     | Тумба, връх в България, Гърция и Северна Македония                 | Карта          |
| „Гоце Делчев“                    | Гоце Делчев (1872 – 1903), революционер                            | Карта          |
| „Григор Начевич“                 | Григор Начович (1845 – 1920), политик                              | Карта          |
| „Добри Христов“                  | Добри Христов (1875 – 1941), композитор                            | Карта          |
| „Емине“                          | Емине, нос на Черно море                                           | Карта          |
| „Карабалица“                     | Карабалица, река в Южна България                                   | Карта          |
| „Кратово“                        | Кратово, град в Северна Македония                                  | Карта          |
| „Кюстендил“                      | Кюстендил, град в Западна България                                 | Карта          |
| „Лерин“                          | Лерин, град в Северна Гърция                                       | Карта          |
| „Летница“                        | Летница, град в Ловешко                                            | Карта          |
| „Майор Челяев“                   | Константин Чилашвили, руски офицер                                 | Карта          |
| „Найден Геров“                   | Найден Геров (1823 – 1900), просветен деец                         | Карта          |
| „Нешково“                        | ?                                                                  | Карта          |
| „Никола Палаузов“                | Николай Палаузов (1821 – 1899), просветен деец                     | Карта          |
| „Нишава“                         | Нишава, река в България и Сърбия                                   | Карта          |
| „Омайниче“                       | Омайниче (Geum), род растения                                      | Карта          |
| „Осоговски проход“               | ?                                                                  | Карта          |
| „Отечество“                      | Отечество, културна концепция                                      | Карта          |
| „Пирински извор“                 | ?                                                                  | Карта          |
| „Погановски манастир“            | Погановски манастир, манастир в Царибродско, Сърбия                | Карта          |
| „Поп Тошо“                       | ?                                                                  | Карта          |
| „Смилица“                        | ?                                                                  | Карта          |
| „Сотир Андонов“                  | ?                                                                  | Карта          |
| „Софийски герой“                 | ?                                                                  | Карта          |
| „Урвич“                          | Урвич, средновековна крепост в Софийско                            | Карта          |
| „Феликс Каниц“                   | Феликс Каниц (1829 – 1904), австрийски географ                     | Карта          |
| „Хайдушка гора“                  | ?                                                                  | Карта          |
| „Хан Пресиян“                    | Пресиян (? – 852), български цар                                   | Карта          |
| „Цар Борис III“                  | Борис III (1894 – 1943), цар на българите                          | Карта          |
| „Церова гора“                    | ?                                                                  | Карта          |
| „Юнак“                           | Юнак, фолклорен персонаж                                           | Карта          |